# Epiphragma mithras
Epiphragma mithras là một loài ruồi trong họ Limoniidae. Chúng phân bố ở vùng Tân nhiệt đới.